# 知りすぎた少女
『知りすぎた少女』（しりすぎたしょうじょ、原題：La Ragazza che sapeva troppo）は、1963年制作のイタリアのスリラー映画。ジャッロ映画の原点となった作品。マリオ・バーヴァ監督。日本では劇場未公開。

## あらすじ
20歳のアメリカ娘ノーラは、ローマに住む叔母に会いに行くため、ローマ行きの飛行機に乗る。その機内でノーラは、偶然隣り合わせた男からタバコをもらう。だが、それは実はマリファナで、男は空港内で麻薬所持で逮捕された。
何とか難を逃れたノーラは叔母と対面するが、叔母は間もなく急死してしまう。ノーラは叔母の友人だったというラウラ夫人のもとに身を寄せる。
ある夜、ノーラは街中で女性が刺殺されるのを目撃する。だが、彼女以外に目撃者がおらず、証拠も残っていないため、幻覚として真面目に受けとってもらえない。
その後も、ノーラの周囲では殺人が次々に起きる。彼女はすべてがマリファナを吸ったことによる幻覚ではないかと疑い始めるが、空港で知り合ったマルチェロ医師の協力を得て調べを進める。
その結果、彼女が目撃した一連の殺人は、10年前に起きた連続殺人事件と全く同じ手口であることが分かる。

## キャスト
- ノーラ・デイヴィス：レティシア・ロマン
- マルチェロ・バッシ医師：ジョン・サクソン
- ラウラ・トッラーニ夫人：ヴァレンティナ・コルテーゼ
- ランディーニ：ダンテ・ディ・パオロ
- ルイジ・ボノス